# Mluvící balík (počítačová hra)
Mluvící balík je textová hra pro počítače Sinclair ZX Spectrum a kompatibilní (například Didaktik). Jedná se o hru českého původu, autorem je programátorská skupina GCC. Vydavatelem hry byla společnost Proxima – Software v. o. s., hra byla vydána v roce 1992 jako součást souboru her Tinny.
Hra je napsána na motivy knihy Mluvící balík Geralda Durrella. Úkolem hráče je pomoci vyhrát v boji obyvatelům říše Mytologie nad zlými bazilišky.